# Інші боги
Інші боги (англ. The Other Gods) — фентезійне оповідання, написане американським письменником Говардом Лавкрафтом 14 серпня 1921 року та вперше опубліковане в листопадовому номері журналу «The Fantasy Fan» за 1933 рік.

## Сюжет
Барзай Мудрий, верховний жрець і пророк, добре обізнаний з легендами про «богів землі», або Великих, намагається піднятися на гору Хатег-Кла, щоб побачити їхні обличчя, разом зі своїм молодим учнем Аталом. Досягнувши вершини, Барзай спочатку радіє, аж поки не виявляє, що «боги землі» там не самі, а під наглядом «інших богів, богів зовнішнього пекла, які охороняють слабких богів землі!». Атал тікає, і Барзая більше ніхто не бачив.

## Персонажі
- Атал (англ. Atal) — вперше Атал з'являється в оповіданні Лавкрафта «Коти Ультара» (1920) як маленький син корчмаря в Ультарі, який стає свідком дивних обрядів котів у ніч, коли вбивають старого коваля та його дружину. У фільмі «Інші боги» він стає учнем Барзая Мудрого і супроводжує його в приреченому сходженні на вершину гори Хатег-Кла, щоб побачити богів. Коли Рендольф Картер відвідує Атала у повісті «Сновидні пошуки незвіданого Кадата» (1927), він є патріархом Храму Старших і йому вже далеко за 300 років, «але він все ще дуже гострий на розум і пам'ять». Після багатьох чарок місячного вина він відкриває важливу інформацію, яка допомагає Картеру в його пошуках. Як і належить його віку та становищу, Атал носить довгу бороду.
- Барзай (англ. Barzai) — верховний жрець Богів Землі (Великих) в Ультарі і колись учитель Атала. За сюжетом, він часто заглиблювався у невідоме, читаючи такі твори, як «Пнакотичні рукописи» та «Сім таємничих книг Хсана». Він — син аристократа, тому скептично ставився до забобонів простолюдинів. Кажуть, що він консультував бюргерів Ультара, коли ті приймали заборону на вбивство котів. Він зникає невдовзі після того, як підіймається на вершину Хатег-Кла, щоб побачити, як боги розважаються на її вершині. У «Пошуках невідомого Кадата» сам Ньярлатхотеп коротко і саркастично розповідає Рендольфу Картеру про невдалі експедиції інших зухвалих богошукачів, а також про те, що коли пихатий Барзай привернув до себе гнівну увагу Інших Богів, вони «зробили те, що й очікувалося».
- Сансу (англ. Sansu) — згідно з історією, про Сансу «пишуть з жахом» у Пнакотських рукописах, що він одного разу піднявся на гору Хатег-Кла «в юності» і не знайшов там «нічого, крім безсловесного льоду і скелі». Він є останньою людиною, яка піднялася на гору до Барзая.

## Навіювання
Хоча деякі читачі припускають, що дія «Інших богів» відбувається в «Країні снів» Лавкрафта, критик С. Т. Джоші вказує на зв'язок з оповіданням «Полярна зірка», дія якого відбувається в далекому минулому Землі, стверджуючи, що «очевидний підтекст полягає в тому, що ця історія теж відбувається в доісторичній цивілізації».
- Хатег-Кла — «висока і скеляста» гора в «кам'янистій пустелі» за тринадцять днів ходьби від села Хатег, на честь якого вона і названа. Це одне з місць, де колись жили «боги землі» і куди вони іноді повертаються, коли сумують за домівкою.
- «Білоголовий Турай» — ще одна з гір, де колись жили боги землі. Кажуть, що на Тураї люди приймають сльози богів за дощ.
- Леріон, чиї «тихі світанкові вітри» — це зітхання богів, — ще одна гора, яку колись населяли боги. У «Пошуках невідомого Кадата» Леріон описується як джерело річки Скай.
- Ультар, рідне місто головних героїв повісті, з'являється в оповіданні «Ультарські коти». Кажуть, що воно лежить «за річкою Скай» і є сусідом Хатхега.
- Вперше Лавкрафт згадує гору Кадат в оповіданні «Інші боги»; історія побудована як пояснення того, чому боги землі віддалилися до «невідомого Кадата в холодній пустелі, де не ступала нога людини». У романі Лавкрафта «У пошуках невідомого Кадата» розповідається про спробу Рендольфа Картера дістатися Кадата, щоб порадитися з богами.

Окрім «Квесту мрій», таємнича гора згадується в кількох інших оповіданнях Лавкрафта, серед яких «Дивний високий будинок у тумані», «Данвічський жах» та «На горах божевілля».